# 阿氏球蛛
阿氏球蛛（学名：Theridion adamsoni）为球蛛科球蛛属的动物。分布于北美洲、拉丁美洲、南非洲、巴布亚新几内亚以及中国大陆的江苏、四川等地，常生活于果园草丛中。